# Dragan Pantelić
Ne doit pas être confondu avec Ilija Pantelić.
Dragan Pantelić (né le 9 décembre 1951 à Lešnica en Yougoslavie et mort le 20 octobre 2021 à Niš en Serbie) est un footballeur yougoslave puis serbe qui évoluait au poste de gardien de but.

## Biographie
Dragan Pantelić n’a pas de lien de parenté avec Ilija Pantelić, autre gardien de but international yougoslave. Il effectue la majeure partie de sa carrière au Radnički Niš. Il a pour habitude de tirer les penalties, il en marque 18 durant sa carrière en club et 2 lors de sa carrière internationale.
Gardien fantasque, souvent très brillant, voire génial. Car doté d'une souplesse hors du commun, de réflexes exceptionnels à la « Yachine ». Il écœure alors les attaquants adverses. Lors d'une rencontre de championnat à Bordeaux, il cueille à l'horizontale un ballon convoité par l'avant-centre adverse alors en pleine extension. Mais, comme beaucoup de joueurs yougoslaves de l'époque, il était doté d'un tempérament trop impulsif.
Il est à noter que lors de son passage en France, avec les Girondins de Bordeaux, il est exclu, puis suspendu pendant un an pour avoir bousculé un arbitre. En signe de protestation, le 7 mai 1982, ses coéquipiers jouent à Nantes contre le FC Nantes avec un gardien volant. Alain Giresse et Marius Trésor s'occupent de cette tâche, leur club encaissant au passage un 6-0 sans appel. Pantelić marque deux buts, sur penalty toujours, lors de son passage en France.
Après son exclusion, il s'en retourna dans son pays purger la sentence. Il s'essaya alors dans les buts d'une équipe de hand-ball.
Durant sa carrière, il dispute, avec l'équipe de Yougoslavie de football, les Jeux olympiques de Moscou en 1980, où l'équipe termine quatrième, puis le Mondial 1982, où les Yougoslaves sont éliminés au premier tour.
Après sa carrière de joueur, il devient président du FK Radnički Niš de 1997 à 2004 puis député à l’Assemblée nationale serbe pendant trois ans.
Retraité à Niš, il est atteint par le Covid-19, placé en réanimation et meurt le lendemain, le 20 octobre 2021, à l'âge de 69 ans des suites de cette maladie.

## Palmarès

### Enéquipe de Yougoslavie
- 19 sélections entre 1979 et 1982
- 8 sélections avec les Olympiques